# عمه الألم
انفصال الألم (بالإنجليزية: Pain asymbolia)‏، أو ما يسمى أيضًا بتفكك الألم، هي حالة يتم فيها الشعور بالألم دون أي إزعاج. عادة ما ينتج هذا عن إصابة في الدماغ، أو استئصال الفص الجبهي، أو استئصال الحزام الدماغي، أو مسكنات المورفين. قد تؤدي الآفات الموجودة مسبقًا في الجزيرة إلى إلغاء الجودة المنفرة للمثيرات المؤلمة مع الحفاظ على جوانب الموقع والشدة. عادة، يبلغ المرضى أنهم يعانون من الألم ولكنهم لا يزعجهم ذلك؛ فهم يدركون إحساس الألم ولكنهم محصنون إلى حد كبير أو كليًا ضد المعاناة منه.

## فسيولوجيا المرض
الفسيولوجيا المرضية لهذا المرض تكون حول الانفصال بين القشرة الجزيرية الثانوية للضرر والجهاز الحوفي، وتحديدًا التلفيف الحزامي الذي تتمثل استجابته الأساسية للألم الذي تشعر به القشرة الجزيرية في ربطها باستجابة عاطفية مؤلمة وبالتالي إرسال إشارة إلى الفرد عن ميله إلى إلحاق الأذى الفعلي. ومع ذلك، فإن الانفصال ليس هو العامل المسبب الرئيسي الوحيد، حيث يؤدي تلف هذه الهياكل القشرية المذكورة أعلاه أيضًا إلى نفس الأعراض.

## روابط خارجية
- http://www.archipel.uqam.ca/2996/1/Frak. بي دي إف